# Mark Viduka
Mark Viduka (Melbourne, 9. listopada 1975.) je bivši australski nogometaš i nogometni reprezentativac.
Zadnji klub mu je bio Newcastle United FC. Od veljače 2007., igrao je za Middlesbrough u engleskom Premiershipu. Prije je igrao i za Dinamo, (tada Croatia) iz Zagreba, Celtic iz Glasgowa i Leeds United. Sveukupno u klupskoj karijeri igrajući za svoje klubove od 1993. do 2009. godine postigao je 258 zgoditaka u 507 utakmica.

## Klupska karijera

### Melbourne Knights
Viduka je započeo karijeru u Australiji (gdje je poznat kao Big Dukes) u "Croatiji" iz Melbournea 1993. godine.
Već iduće godine zaigrao je za Australiju. U svojim dvjema sezonama u Croatiji (službeno, poslije preimenovanja australskih nogometnih klubova i "brisanja" nacionalnih odrednica Knightsima) je bio najboljim strijelcem u National Soccer Leagueu. Dvaput je dobio nagradu Johnny Warren Medal koju dobiva najbolji igrač NSL, odnosno naslov igrača godine. Viduka je s Melbourne Knightsima osvojio naslov prvaka NSL-a u sezoni 1994./1995.

### Dinamo Zagreb
Godine 1995. je otišao u Hrvatsku, domovinu svojih predaka, gdje je zaigrao za Croatiu iz Zagreba, gdje je ostao tri godine. Ondje je odigrao i svoje prve nastupe u Kupu UEFA i Ligi prvaka.
Unatoč dobrim pruženim igrama u Hrvatskoj, u dijelu hrvatskih medija te pod njihovim utjecajem, javnosti, Viduku se počelo omalovažavati i prestrogo kritizirati. Razlog tome je i to što se hrvatska javnost bila okrenula protiv Croatije zbog raznoraznih nešportskih stvari u svezi s tim klubom, čiji su konci išli sve do samog državnog vrha. Viduka je u očima pojedinih, ni kriv, ni dužan, postao simbolom nečije promašene državne politike te je "platio ceh".
Na koncu, prodan je Celticu u prosincu 1998. godine za 3,5 milijuna funta.

### Glasgow Celtic
Iako omalovažavan dok je igrao u Croatiji, Markovi talent za nogomet pokazao se u Škotskoj. Izabran je za igrača godine u škotskoj Premier ligi nakon što je postigao 27 pogodaka u svojoj prvoj cijeloj sezoni na Celtic Parku. Smatralo ga se vještim igračem, sposobnim držati loptu i uvlačiti ostale igrače u igru.
Kako bilo, Vidukin česti nonšalantni pristup je razbješnjivao navijače, a njegova često navođena izjava da "on igra samo 70 posto svojih mogućnosti ovdje u Škotskoj" nije ga učinila dragim niti navijačima niti suigračima. Štoviše, iskazivao je vodilju neprimjetnosti, odnosno, nije ga se uopće vidjelo na velikim utakmicama, pa je tako postigao samo jedan pogodak u 6 "Old Firm derbija" u kojima je sudjelovao.

### Leeds United
Menadžer Leeds Uniteda, David O'Leary, kupio je Viduku tik pred sezonu 2000/01., nakon dugog praćenja igre ovog australskog napadača. Leeds United je Celticu za to platio 6 milijuna funta. O'Leary je bio sretan zbog te nabave, toliko da je izjavio da vjeruje da sklapanje ugovora s Vidukom je najbolja vrijednost što se mogla kupiti za novac, bolja odsvih ostalih u Premiershipu u ono vrijeme. Bilo je razvidno neko vrijeme da je Viduka želio napustiti škotski klub - sezonu 1999/00. je završio bez postignutih pogodaka u zadnjih sedam prvenstvenih utakmica. Novi Celticov menedžer, Martin O'Neill ga je odmah prodao u jorkširski klub, a novac dobiven od prodaje njega je potrošen na Chrisa Suttona.
U Leeds Unitedu se očekivalo da će on djelovati u trozuboj navalnoj oštrici, koju bi činili Viduka, zemljak Harry Kewell i Michael Bridges, ali ozljede te dvojice igrača su izmijenile tu zamisao, tako da je Viduka igrao u napadu s Alanom Smithom u susretima Lige prvaka, a s Robbiejem Keanom u susretima Premiershipa. U svojoj prvoj sezoni na Elland Roadu, Viduka je postigao 22 pogotka, dio kojih je su bila nezaboravnih četiri komada u pobjedi od 4:3 protiv Liverpoola na Elland Roadu. Nakon toga je potpisao novi petogodišnji ugovor ljeti 2001.
U sezoni 2002/03. je postigao 22 pogotka, tvoreći dobar igrački par sa Smithom i iskorištavajući opskrbni pravac koji mu se nastavljao preko Kewella.
Leedsove nenogometne novčarske nevolje su prisilile klub prodavati najbolje igrače, uključujući Kewella (prodan Liverpoolu) i Keanea (prodan Tottenhamu]). Ovo je pokrenulo nagađanja da će se Viduka pridružiti zbjegu iz Leedsa, tim više što je Barcelona potvrdila svoje zanimanje za australskog napadača, kao i Liverpool i Manchester United.
Ispadanjem u niži razred, Football League Championship, prodaja Vidukina ugovora je postajala neizbježnom ljeti 2004. To se i zbilo 8. srpnja 2004., kada ga je kupio Middlesbrough.

### Middlesbrough
Vidukina debitantska sezona u Middlesbroughu je početno bila impresivna unatoč svim frustracijama zbog ozljeda. U sezoni 2005/06. Viduka je bio u senzacionalnoj formi u svim natjecanjima u kojima je Middlesbrough sudjelovao, ulazeći u dvoznamenkaste brojeve u svim statistikama. Odigrao je važnu ulogu u Middlesbroughovom jurišu na Kup UEFA, kad su morali dvaput postići četiri pogotka za proći dalje. Ipak, Middlesbrough je te sezone izgubio u završnici od Seville 10. svibnja 2006.
Istjecanjem ugovora svršetkom sezone 2006/07., novoizabrani menedžer Middlesbourgha Gareth Southgate je iskazao svoje zanimanje za zadržati Viduku, smatrajući da će mu on biti ključnim igračem u momčadi. U kolovozu 2006., Viduka je dobio majicu broj 9 (njegov omiljeni broj u svim klubovima u kojima je dotad igrao) nakon što je otišao Jimmy Floyd Hasselbaink.
Nakon još jedne uspješne sezone, u kojoj je postiao 19 pogodaka, Viduka je privukao pozornost mnogih klubova koji su se nadali da će uspjeti sklopiti ugovor s njime i to po povoljnijim uvjetima, jer je bio slobodnim igračem odnosno istekao mu je ugovor. Ipak, Southgate je ponovo rekao svoju želju za zadržavanjem Viduke, otkrivši da bi mu ponudio novi ugovor. Ipak, Viduka se pridružio sjeveroistočnim takmacima Newcastle Unitedu temeljem prava na slobodni prijelaz 7. lipnja 2007.
"Big Dukes" je nakon toga planirao produljiti svoj ostanak u Middlesbroughu, gdje se našao u ugodnom okružju.
Istog mjeseca, Viduka je privukao pozornost takmaca Newcastle Uniteda, koji su bili spremni ponuditi 2,5 milijuna funta i 45 tisuća funta tjedne plaće. Tabloidi su tvrdili da je dogovor vrlo blizu. Unatoč tome, Middlesbrough je odbio ponudu nekoliko sati prije svršetka prijelaznog roka.  

### Newcastle United
Bio je prvim igračem kojeg je menedžer Sam Allardyce doveo u klub. Debitirao je za Newcastle United u Premiershipu u susretu protiv Boltona 11. kolovoza 2007. godine. Prvi pogodak za novi klub je postigao 26. kolovoza 2007. godine protiv svog bivšeg kluba Middlesbrougha.

## Klupska karijera po sezonama
Nastupi (& Golovi) (do kraja sezone 2006/07)

1992/93. Melbourne Knights 4 (2)

1993/94. Melbourne Knights 20 (17)

1994/95. Melbourne Knights 24 (21)

Ukupno Melbourne Knights: 48 (40)

   
1995/96. Croatia   27 (12)
   
1996/97. Croatia   25 (18)
   
1997/98. Croatia   25 (8)

1998/99. Croatia    7 (2) 

Ukupno Croatia Zagreb: 84 (40) 

  
1998/99. Celtic 9 (5)   

1999/00. Celtic 28 (25)  

Ukupno Celtic: 37 (30)

 
2000/01. Leeds United 34 (17)

2001/02. Leeds United 33 (11)  

2002/03. Leeds United 33 (20)   

2003/04. Leeds United 30 (11)   

Ukupno Leeds: 130 (59)

2004/05. Middlesbrough 16 (5)  

2005/06. Middlesbrough 27 (7)   

2006/07. Middlesbrough 29 (14)  

Ukupno Middlesbrough: 72 (26)

Europska natjecanja (UEFA Liga prvaka i Kup UEFA)

53 nastupa; 18 Golova

## Reprezentativna karijera
Bio je kapetanom australske reprezentacije od rujna 2005., umjesto ozlijeđenog Craiga Moorea, dotadašnjeg kapetana. Viduka je napredovao u momčadi otkako je Guus Hiddink vodio Australce, odvevši ih na SP 2006. nakon što je Australija čekala 32 godine. 21. svibnja 2006., određeno je da će Viduka biti kapetanom australske vrste na SP-u. Na istom SP-u u Njemačkoj su prošli prvi krug u skupini i došli do osmine završnice, gdje su nesretno ispali od kasnijeg svjetskog prvaka Italije.
Viduka je razmatrao mogućnost povlačenja iz sudjelovanja u međunarodnim natjecanjima nakon SP-a 2006., navodeći rastuće obiteljske obveze kao glavni razlog. U rujnu 2006. je potvrdio da će nastaviti igrati za Australiju, pritom izrazivši namjeru za sudjelovati na azijskom nogometnom prvenstvu 2007.

## Priznanja

### Individualna
- Najbolji strijelac u NSL-u: 1993./94., 1994./95.
- Igrač godine u NSL-u (U-21): 1993./94., 1994./95.
- Medalja Johnny Warren: 1993./94., 1994./95.
- Najbolji strijelac u SPL: 1999./00.
- Oceanijski igrač godine: 2000.
- SPFA Players' Player of the Year: 2000.[5](prvi izvaneuropski igrač koji je dobio tu nagradu)
- Nagrada Australijskog športskog instituta, "Najbolji od najboljih": 2001.[6]
- Medalja Alex Tobin OAM: 2011.

### Klupska
Melbourne Knights
- Prvak Australije (1): 1994./95.

Dinamo Zagreb
- Prvak Hrvatske (3): 1995./96., 1996./97., 1997./98.
- Hrvatski nogometni kup (3): 1996., 1997., 1998.

Glasgow Celtic
- Škotski liga kup (1): 1999./00.

## Obiteljski život
Viduka i njegova supruga Ivana imaju tri sina Josepha, Lucasa i Olivera i žive u Melbourneu.Vidukin otac je Hrvat, dok je majčin pradjed u Hrvatsku došao iz Ukrajine.

## Zanimljivosti
- U Premier League utakmici Leedsa protiv Liverpoola postigao je 4 zgoditka za Leeds.[1]
- Prvi je Middlesbroughov nogometaš, kojeg je opjevao neki njegov obožavatelj. Tekstopisac je Alistair Griffin, a glazba za pjesmu je Cohenova "Hallelujah".[8][9]
- Velika tribina na stadionu Knightsa, domaćem terenu Melbourne Knightsa  (sudionika Državne lige Viktorije) je preimenovana u Mark Viduka Stand u njegovu čast.
- Viduka ima ulogu veleposlanika promicatelja s klubom Melbourne Victory (prvakom A-Leaguea 2006/07., najvišeg razreda australskog nogometnog natjecanja) radi pomaganja promicanja lige.[nedostaje izvor]

## Vanjske poveznice
- Statistika na Soccerbase.com  Arhivirana inačica izvorne stranice od 5. kolovoza 2007. (Wayback Machine)
- Statistika na Footballdatabase.com
- Statistika na Goal.com  Arhivirana inačica izvorne stranice od 30. rujna 2007. (Wayback Machine)